# Richland (Nebraska)
Richland és una vila dels Estats Units a l'estat de Nebraska. Segons el cens del 2000 tenia 89 habitants.

## Demografia
Segons el cens del 2000, Richland tenia 89 habitants, 45 habitatges, i 27 famílies. La densitat de població era de 156,2 habitants per km².
Dels 45 habitatges en un 17,8% hi vivien nens de menys de 18 anys, en un 55,6% hi vivien parelles casades, en un 2,2% dones solteres, i en un 40% no eren unitats familiars. En el 31,1% dels habitatges hi vivien persones soles l'11,1% de les quals corresponia a persones de 65 anys o més que vivien soles. El nombre mitjà de persones vivint en cada habitatge era d'1,98 i el nombre mitjà de persones que vivien en cada família era de 2,48.
Per edats la població es repartia de la següent manera: un 12,4% tenia menys de 18 anys, un 7,9% entre 18 i 24, un 28,1% entre 25 i 44, un 33,7% de 45 a 60 i un 18% 65 anys o més.
L'edat mediana era de 46 anys. Per cada 100 dones de 18 o més anys hi havia 122,9 homes.
La renda mediana per habitatge era de 26.042 $ i la renda mediana per família de 33.125 $. Els homes tenien una renda mediana de 23.750 $ mentre que les dones 25.625 $. La renda per capita de la població era de 15.822 $. Cap de les famílies i el 5,9% de la població estaven per davall del llindar de pobresa.

## Poblacions properes
El següent diagrama mostra les poblacions més properes.